# Synagoga w Ołpinach
Synagoga w Ołpinach – nieistniejąca synagoga, która znajdowała się w centrum Ołpin.
Synagoga została zbudowana w okresie międzywojennym. Był to budynek murowany, parterowy wzniesiony na planie prostokąta. Podczas II wojny światowej hitlerowcy zdewastowali wnętrze synagogi. Od czasu zakończenia wojny budynek służył jako warsztat naprawy maszyn rolniczych. Budynek synagogi ołpińskiej został zburzony latem 2011 roku.